# KDE
KDE er et projekt der udvikler fri software, især med fokus på projektets skrivebordsmiljø. KDE forsøger at lave en brugerflade med en brugervenlighed meget lig den der ses hos Apples macOS og Microsoft Windows. KDE er med andre ord en samling computerprogrammer, teknologier og dokumentation som forsøger at gøre det nemmere at bruge en computer. KDE er baseret på toolkittet Qt og var oprindeligt rettet mod UNIX-arbejdsstationer, men er nu tilgængeligt til både Windows og macOS.
Kombineret med eksempelvis GNU/Linux giver KDE-verdenen en åben og fuldstændig gratis desktop-computerplatform enten til hjemmet eller til arbejdspladsen.
De der udvikler KDE-miljøet er en verdensomspændende gruppe af programmører. Denne gruppes hovedmål i fri software-udvikling er at lave software af høj kvalitet, der giver brugeren nem kontrol over sin computers ressourcer. Således er KDE, i modsætning til f.eks. GNOME, kendt for at prioritere indstillingsmuligheder højt.

## Navngivningstradition
Oprindeligt var KDE et akronym for Kool Desktop Environment (på dansk: K-skrivebordsmiljø) og var ment som et ordspil på Common Desktop Environment. I 2009 blev denne betydning dog droppet for at understrege at KDE ikke kun er et skrivebordsmiljø.
De fleste KDE-programmer har et K i deres navn, for det meste som det første bogstav og skrevet med stort. Der kan dog være undtagelser, f.eks kynaptic, hvor K ikke er skrevet med stort og Gwenview, som ikke har et K i navnet overhovedet. Mange KDE-programmer får deres K fordi det første bogstav i det oprindelige ord lyder som K, f.eks C og Q, for eksempel i Konsole og Kuickshow. Andre tilføjer bare et K før alt andet i programmets navn, for eksempel KOffice.

## Versioner
| Tidslinje for større udgivelser | Tidslinje for større udgivelser        |
| Dato                            | Udgave                                 |
| KDE 1                           | KDE 1                                  |
| ------------------------------- | -------------------------------------- |
| 14. oktober 1996                | Projekt annonceret af Matthias Ettrich |
| 12. juli 1998                   | KDE 1.0 udgivet                        |
| 6. februar 1999                 | KDE 1.1 udgivet                        |
| KDE 2                           |                                        |
| 23. oktober 2000                | KDE 2.0 udgivet                        |
| 26. februar 2001                | KDE 2.1 udgivet                        |
| 15. august 2001                 | KDE 2.2 udgivet                        |
| KDE 3                           |                                        |
| 3. april 2002                   | KDE 3.0 udgivet                        |
| 28. januar 2003                 | KDE 3.1 udgivet                        |
| 3. februar 2004                 | KDE 3.2 udgivet                        |
| 19. august 2004                 | KDE 3.3 udgivet                        |
| 16. marts 2005                  | KDE 3.4 udgivet                        |
| 29. november 2005               | KDE 3.5 udgivet                        |
| KDE 4                           |                                        |
| 11. januar 2008                 | KDE 4.0 udgivet                        |
| 29. juli 2008                   | KDE 4.1 udgivet                        |
| 27. januar 2009                 | KDE 4.2 udgivet                        |
| 4. august 2009                  | KDE 4.3 udgivet                        |
| 9. februar 2010                 | KDE SC 4.4 udgivet                     |
| 10. august 2010                 | KDE SC 4.5 udgivet                     |
| 26. januar 2011                 | KDE SC 4.6 udgivet                     |
| 27. juli 2011                   | KDE SC 4.7 udgivet                     |
| 25. januar 2012                 | KDE SC 4.8 udgivet                     |
| 1. august 2012                  | KDE SC 4.9 udgivet                     |
| 6. februar 2013                 | KDE SC 4.10 udgivet                    |
| 5. november 2013                | KDE SC 4.11 udgivet                    |
| 4. februar 2014                 | KDE SC 4.12 udgivet                    |
| 10. juni 2014                   | KDE SC 4.13 udgivet                    |
| 16. september 2014              | KDE SC 4.14 udgivet                    |

Ved overgangen fra serie 5 til serie 6 ændrede KDE deres udgivelsespolitik. KDE's skrivebord kaldes herefter Plasma og udgives for sig, samlingen af programmer udgives for sig, og KDE's udviklingsbiblioteker (herefter kaldet Frameworks) udgives også for sig selv. Fra denne tid bruger KDE-projektet kun betegnelsen KDE om fællesskabet af udviklere og andre bidragydere. 
| Tidslinje for større udgivelser af Plasma skrivebordet | Tidslinje for større udgivelser af Plasma skrivebordet |
| Dato                                                   | Udgave                                                 |
| KDE 5                                                  | KDE 5                                                  |
| ------------------------------------------------------ | ------------------------------------------------------ |
| 15. juli 2014                                          | Plasma 5.0 udgivet                                     |
| 30. september 2014                                     | Plasma 5.1 udgivet                                     |
| 27. januar 2015                                        | Plasma 5.2 udgivet                                     |
| 28. april 2015                                         | Plasma 5.3 udgivet                                     |
| 25. august 2015                                        | Plasma 5.4 udgivet                                     |
| 8. december 2015                                       | Plasma 5.5 udgivet                                     |
| 22. marts 2016                                         | Plasma 5.6 udgivet                                     |
| 5. juli 2016                                           | Plasma 5.7 udgivet                                     |
| 4. oktober 2016                                        | Plasma 5.8 LTS udgivet                                 |
| 31. januar 2017                                        | Plasma 5.9 udgivet                                     |
| 30. maj 2017                                           | Plasma 5.10 udgivet                                    |
| 10. oktober 2017                                       | Plasma 5.11 udgivet                                    |
| 6. februar 2018                                        | Plasma 5.12 LTS udgivet                                |
| 12. juni 2018                                          | Plasma 5.13 udgivet                                    |
| 9. oktober 2018                                        | Plasma 5.14 udgivet                                    |
| 12. februar 2019                                       | Plasma 5.15 udgivet                                    |
| 11. juni 2019                                          | Plasma 5.16 udgivet                                    |
| 15. oktober 2019                                       | Plasma 5.17 udgivet                                    |
| 11. februar 2020                                       | Plasma 5.18 LTS udgivet                                |
| 9. juni 2020                                           | Plasma 5.19 udgivet                                    |
| 13. oktober 2020                                       | Plasma 5.20 udgivet                                    |
| 16. februar 2021                                       | Plasma 5.21 udgivet                                    |
| 8. juni 2021                                           | Plasma 5.22 udgivet                                    |
| 14. oktober 2021                                       | Plasma 5.23 udgivet                                    |
| 8. februar 2022                                        | Plasma 5.24 LTS udgivet                                |
| 14. juni 2022                                          | Plasma 5.25 udgivet                                    |
| 11. oktober 2022                                       | Plasma 5.26 udgivet                                    |
| 14. februar 2023                                       | Plasma 5.27 LTS udgivet                                |
| Plasma 6                                               |                                                        |
| 28. februar 2024                                       | Plasma 6.0 udgivet                                     |
| 18. juni 2024                                          | Plasma 6.1 udgivet                                     |

| Tidslinje for større udgivelser af KDE's programmer | Tidslinje for større udgivelser af KDE's programmer |
| Dato                                                | Udgave                                              |
| KDE 5                                               | KDE 5                                               |
| --------------------------------------------------- | --------------------------------------------------- |
| 17. december 2014                                   | KDE Applications 14.12 udgivet                      |
| 15. april 2015                                      | KDE Applications 15.04 udgivet                      |
| 19. august 2015                                     | KDE Applications 15.08 udgivet                      |
| 16. december 2015                                   | KDE Applications 15.12 udgivet                      |
| 20. april 2016                                      | KDE Applications 16.04 udgivet                      |
| 18. august 2016                                     | KDE Applications 16.08 udgivet                      |
| 15. december 2016                                   | KDE Applications 16.12 udgivet                      |
| 20. april 2017                                      | KDE Applications 17.04 udgivet                      |
| 17. august 2017                                     | KDE Applications 17.08 udgivet                      |
| 14. december 2017                                   | KDE Applications 17.12 udgivet                      |
| 19. april 2018                                      | KDE Applications 18.04 udgivet                      |
| 13. december 2018                                   | KDE Applications 18.12 udgivet                      |
| 18. april 2019                                      | KDE Applications 19.04 udgivet                      |
| 15. august 2019                                     | KDE Applications 19.08 udgivet                      |
| 12. december 2019                                   | Release Service 19.12 udgivet                       |
| 23. april 2020                                      | Release Service 20.04 udgivet                       |
| 13. august 2020                                     | Release Service 20.08 udgivet                       |
| 10. december 2020                                   | Release Service 20.12 udgivet                       |
| 22. april 2021                                      | KDE Gear 21.04 udgivet                              |
| 12. august 2021                                     | KDE Gear 21.08 udgivet                              |
| 9. december 2021                                    | KDE Gear 21.12 udgivet                              |
| 21. april 2022                                      | KDE Gear 22.04 udgivet                              |
| 18. august 2022                                     | KDE Gear 22.08 udgivet                              |
| 8. december 2022                                    | KDE Gear 22.12 udgivet                              |
| 20. april 2023                                      | KDE Gear 23.04 udgivet                              |
| KDE 6                                               |                                                     |
| 28. februar 2024                                    | KDE Gear 24.02 udgivet                              |